# Dünamo Tallinn
Dünamo Tallinn este un club de fotbal din Estonia, orașul Tallinn. A fost unul dintre cele mai bune cluburi de fotbal în perioada sovietică. Actualmente echipa joacă într-o ligă inferioară, liga V - regiunea de Nord.